# 贝阿斯克-拉皮斯特
贝阿斯克-拉皮斯特（法語：Béhasque-Lapiste，法語發音：[beask lapist]）是法国大西洋比利牛斯省的一个市镇，位于该省中西部，属于巴约讷区。该市镇于1842年由原市镇贝阿斯克（Béhasque）和拉皮斯特（Lapiste）合并而成。

## 地理
贝阿斯克-拉皮斯特（43°19'27"N, 1°0'38"W）面积5.64 平方千米，位于法国新阿基坦大区大西洋比利牛斯省，该省份为法国东南部省份，涵盖了贝阿恩与北巴斯克，西临大西洋比斯開灣，北至朗德省，东北接热尔省，东临上比利牛斯省，南与西班牙接壤。
与贝阿斯克-拉皮斯特接壤的市镇（或旧市镇、城区）包括：阿伊西里茨-卡穆-叙阿斯特、阿尔贝拉茨-锡莱格、多姆赞-贝罗特、拉里巴尔-索拉皮吕、圣帕莱。
贝阿斯克-拉皮斯特的时区为UTC+01:00、UTC+02:00（夏令时）。

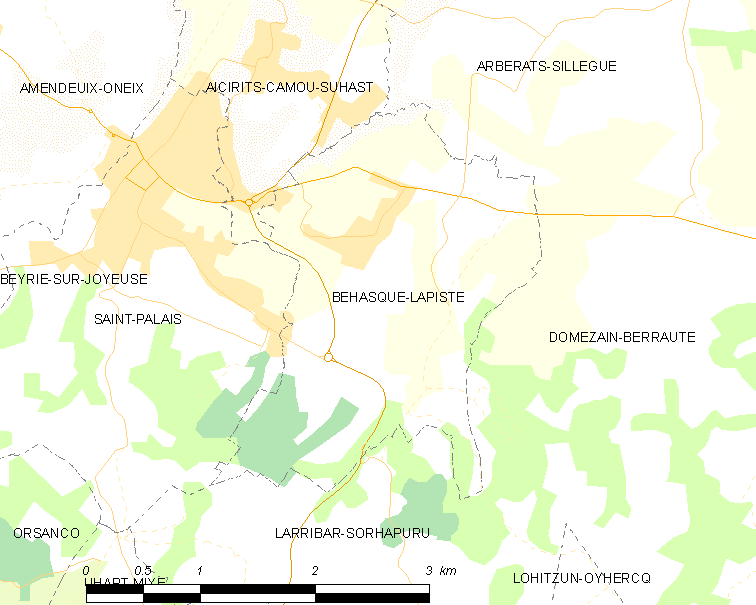
贝阿斯克-拉皮斯特的OSM定位图

## 行政
贝阿斯克-拉皮斯特的邮政编码为64120，INSEE市镇编码为64106。

## 政治
贝阿斯克-拉皮斯特所属的省级选区为比达什地区-阿米库塞-奥斯蒂巴尔县。

## 人口

1962-2008年间贝阿斯克-拉皮斯特人口变化图示

贝阿斯克-拉皮斯特于2022年1月1日时的人口数量为505人。